# Silicon Valley Bank
Silicon Valley Bank (SVB) byla komerční banka se sídlem v Santa Claře v Kalifornii v USA. Jednalo se o 16. největší americkou banku a objemem místních vkladů o největší v Silicon Valley (tržní podíl 25,9 % k 30. červnu 2016). Byla dceřinou společností skupiny SVB Financial Group (dříve Silicon Valley Bancshares) – bankovní holdingové společnosti a člena indexu S&P 500. Dne 10. března 2023, po hromadném vybírání vkladů (runu na banku), zkrachovala a její nucenou správu převzala Federální společnost pro pojištění vkladů (FDIC). Jednalo se o druhý největší krach banky v americké finanční historii – největším byl pád společnosti Washington Mutual z důvodu značných ztrát z rizikových hypotečních úvěrů a runu na banku v roce 2008, kdy vrcholila světová finanční krize.
Společnost se zaměřovala na poskytování úvěrů technologickým společnostem, poskytovala řadu služeb rizikovému kapitálu, financování na základě výnosů a soukromým kapitálovým společnostem, které investovaly do technologií a biotechnologií, a také na služby privátního bankovnictví pro bonitní fyzické osoby, a to na svém domovském trhu v Silicon Valley. Kromě přijímání vkladů a poskytování úvěrů banka provozovala divize rizikového kapitálu a soukromého kapitálu, které někdy investovaly do komerčních bankovních klientů firmy.
Banka působila ve 29 pobočkách ve Spojených státech a v pobočkách v Indii, Velké Británii, Izraeli, Kanadě, Číně, Německu, Hongkongu, Irsku, Dánsku a Švédsku.